# Daknisar
Daknisar (Dacnis) är ett fågelsläkte i familjen tangaror inom ordningen tättingar. Släktet omfattar nio till tio arter som förekommer i Latinamerika från Honduras till nordöstra Argentina och västra Bolivia:
- Vitbukig daknis (D. albiventris)
- Svartmaskad daknis (D. lineata) 
  - D. [l.] egregia – urskiljs av vissa som egen art
- Gulbukig daknis (D. flaviventer)
- Turkosdaknis (D. hartlaubi)
- Svartbent daknis (D. nigripes)
- Svartbukig daknis (D. venusta)
- Blådaknis (D. cayana)
- Blågrön daknis (D. viguieri)
- Trefärgad daknis (D. berlepschi)